# Жабчинский, Александр
Александр Божидар Жабчинский (пол. Aleksander Bożydar Żabczyński; 24 июля 1900, Варшава — 31 мая 1958, там же) — польский актёр театра и кино, звезда польского экрана межвоенного периода.

## Биография
Сын А. А. Жабчинского, российского и польского военачальника, дивизионного генерала Войска Польского. В 1921 окончил артиллерийское училище и поступил в Варшавский университет. Во время учёбы увлёкся театром, играл на самодеятельной сцене.
В 1924—1927 — артист Польского и Национального театров в Варшаве, позже выступал в коллективах театров Львова, Познани, Лодзи, играл в ревю и опереттах.
В начале Второй мировой войны был призван в армию. Участник Сентябрьской кампании. После её завершения оказался в Румынии, интернирован в Венгрии, бежал из лагеря во Францию, где вступил в ряды формирующейся за рубежом польской армии. Участник французской кампании 1940 года.
После поражения оказался в Англии. В 1942 направлен через Ирак и Палестину на театр военных действий на Ближний Восток в Египет. В чине капитана принял участие в сражениях за Италию, получил ранение в боях при Монте Кассино. Награждён крестом Храбрых.
В 1946 — сотрудник польского Красного Креста в Зальцбурге. В 1947 вернулся на родину. Играл в театре, выступал на радио, записывал песни.
Был женат на актрисе Марии Жабчиньской.
Умер от сердечного приступа. Похоронен в Варшаве на кладбище Воинские Повонзки.

## Избранная фильмография
В 1926 дебютировал в кино. Амплуа — герой-любовник. Снялся в около 30 фильмах.
- 1926 – Красный паяц – аспирант
- 1930 — Янко-музыкант — Заруба, помещик
- 1931 — Женщина, которая смеётся — Фарр, адвокат
- 1934 — Дочь генерала Панкратова — адъютант
- 1935 — Барышня из спецвагона — Адам Ольшевич, польский промышленник
- 1935 — Любовные маневры — поручик Нико, граф Кванти
- 1936 — Ада! Это же неудобно! — Фред, сын графа
- 1936 — Ядзя — Ян Окша
- 1936 — Тайна мисс Бринкс — Хенрик Малевич
- 1937 — Госпожа Министр танцует — граф Себастьян Мария Раймунд де Сантис
- 1938 — Забытая мелодия — Стефан Франкевич
- 1938 — Женщины над пропастью  — Клуг, директор мюзик-холла
- 1939 — Белый негр — Зигмунд, жених Ядвиги
- 1939 — Спортсмен поневоле — Ежи Пятница, хоккеист
- 1939 — Три сердца — Гого

## Награды
- Крест Храбрых
- Золотой Крест Заслуги (Польша)